# Karla Höcker
Karla Alexandra Höcker (* 1. September 1901 in Charlottenburg; † 15. Oktober 1992 in Berlin; Pseudonym Christiana Rautter) war eine deutsche Schriftstellerin, Journalistin und Musikerin.

## Leben und Wirken
Karla Höcker war Tochter des Schriftstellers Paul Oskar Höcker. Die Höckers waren eine patriotische Familie. Als der Vater 1914 sich als Soldat für den Ersten Weltkrieg zur Verfügung gestellt hatte und eingerückt war, dichtete die damals 13-jährige Karla über den „Deutschen von der Wasserkant’“, der mit dem Kreuzer Augsburg die russische Seefestung Libau in Brand schoss:
Mit seinem Schiffe, ’nen Kreuzer nur klein,

Drang muthig er in den Hafen ein.

Verwundert sahen die Russen ihm zu,

Als er die Minen legte voll Ruh.
1923 bis 1927 studierte sie in Berlin an der Akademischen Hochschule für Musik. Als Bratschistin spielte sie zwischen 1927 und 1937 im Bruinier-Quartett. Sie wirkte als Dramaturgin der Berliner Kammeroper. Künstlerporträts veröffentlichte sie bis 1945 in verschiedenen Zeitschriften, ab 1946 schrieb sie vor allem Komponisten-Biographen. Zudem publizierte sie im Telegraf. Als erste der Berliner Autoren beschreibt sie nach dem Zweiten Weltkrieg die psychische Problematik aus Kriegsgefangenschaft heimkehrender Männer.
Höcker gehörte zum so genannten Karl Foerster- oder „Bornimer-Kreis“, einem Freundeskreis fortschrittlicher Intellektueller. Dort trafen sich unter anderen die Landschaftsarchitekten Herta Hammerbacher, Hermann Mattern, Gottfried Kühn, die Architekten Otto Bartning, Hans Scharoun und Hans Poelzig, die Pianisten Wilhelm Kempff und Edwin Fischer und der Kunsthistoriker Edwin Redslob. 1949 gehörte sie zu den Gründungsmitgliedern des Berliner Schriftsteller-Verbandes (BSV-Berlin). Zwischen 1957 und 1990 gehörte Höcker 14 Mal zu den Empfängern von Autorenspenden Hermann Sudermanns.
Hans Chemin-Petit vertonte 1927 ihr Der gefangene Vogel – Ein lyrisches Spiel für Menschen oder Marionetten.  Ein von ihr im Auftrage der Berliner Festwochen geschriebener Einakter Name unbekannt wurde mit zwei anderen Stücken zur Flüchtlings-Thematik unter dem Sammeltitel Unterwegs 1955 im Hebbel-Theater aufgeführt. Aussagen von ihr werden zitiert in Walter Kempowskis Echolot.
Ihre Bibliothek befindet sich heute in der Akademie der Künste Berlin.

## Werke (Auswahl)

### Schriften
- Erlebnis in Florenz. Roman. Velhagen & Klasings Feldpost-Lesebogen, ohne Nr., Bielefeld 1943.
- Sinfonische Reise. Konzerte, Gespräche, Fahrten mit Wilhelm Furtwängler und den Berliner Philharmonikern. Das kleine Buch, Nr. 72 (C. Bertelsmman), Gütersloh 1955.
- Gespräche mit Berliner Künstlern. Stapp, 1964.
- Die letzten und die ersten Tage: Berliner Aufzeichnungen 1945. Hessling, Berlin 1966.[15]
- Johannes Brahms: Begegnung mit dem Menschen. Mit 79 zeitgenössischen Bildern, Notenbeispielen und Dokumenten. (Vorwort von Dietrich Fischer-Dieskau). Klopp, 1983.
- Beschreibung eines Jahres: Berliner Notizen 1945. Arani, Berlin 1984.
- Vom Trost auf Erden. 20 Prosatexte (Essays). Lothar Blanvalet, Berlin 1946.[16]
- Franz Schubert in seiner Welt. Deutscher Taschenbuchverlag, München 1984, ISBN 978-3-423-07946-4.
- Das Leben von Clara Schumann, geb. Wieck. ISBN 978-3-7817-0761-0.
- Wilhelm Furtwängler: Begegnungen und Gespräche. Rembrandt, 1961.
- Oberons Horn. Das Leben von Carl Maria von Weber, Berlin 1986, Taschenbuchausgabe: Carl Maria von Weber. Schöpfer der Romantischen Oper, München 1988.

### Tonträger
- Als Bratschistin im Bruinier-Quartett. Ultraphon, aufgenommen in Berlin, Januar 1931:
  - Wolfgang Amadeus Mozart 2. Satz (Andante) aus Streichquartett C-Dur KV 465. online
  - Franz Schubert 2. und 3. Satz aus Streichquartett Nr. 14 d-Moll 'Der Tod und das Mädchen'
- Karla Höcker liest aus eigenen Werken: 'Die nie vergessenen Klänge' und 'Ein Kind von Damals’ . Musik: Friedrich Zehm: Tre Ricordanze. Klavier: Irma Hofmeister. LP: Mars 307909 / EMI, 1979[17]